# DKW Block 175
Die DKW Block 175 und BM 200 sind Motorradmodelle, die die Auto Union AG im DKW-Stammwerk in Zschopau 1933 baute. Die Block 175 war das hubraumkleinste Modell der 1931 eingeführten fünf Hubraumklassen umfassenden Block-Baureihe. Die BM 200 unterscheidet sich lediglich im hubraumgrößeren Zylinder und dem Vergaser von der Block 175.

## Technik
Der Name „Block“ bezieht sich auf das mit dem Motor in einem gemeinsamen Gehäuse verblockte Getriebe. Der Primärtrieb arbeitet mit Stirnzahnrädern. Angetrieben werden beide Modelle von einem neu konstruierten Einzylinder-Zweitaktmotor mit der ein Jahr zuvor für die Auto Union AG lizenzierten Umkehrspülung. Durch einen Zylinder mit gegenüber der Block 175 vergrößerter Bohrung sowie mehr Kühlrippen zur ausreichenden Wärmeabfuhr entstand das Modell BM 200. Wegen Baugleichheit der meisten Teile beider Modelle wurden sie in einer gemeinsamen Ersatzteilliste geführt. Allen Block-Modellen gemein ist die Doppelport-Auspuffanlage, auch die BM ist damit ausgerüstet.
Der Rahmen ist, abweichend von den Pressstahl-Profilrahmen der größeren Schwestermodelle der Block-Baureihe, aus Stahlrohr gefertigt, um ein geringeres Gewicht zu erreichen. Die Gabelscheiden des Vorderbaus sind aus Pressstahlprofilen und für alle Hubraumklassen weitestgehend baugleich.
Die Motorräder sind standardmäßig mit elektrischem Horn und 35-Watt-Beleuchtungsanlage ausgerüstet. Ein Ruckdämpfer sitzt auf einem Ende der Kurbelwelle.
Im Jahr 1933 hatten die Produktionszahlen bei der Auto Union AG einen Tiefpunkt erreicht, was auch Block 175 und BM 200 betraf, die nur in diesem Jahr gebaut wurden.
| Modell                | Block 175                                                 | BM 200                                                    |
| --------------------- | --------------------------------------------------------- | --------------------------------------------------------- |
| Baujahre              | 1933                                                      | 1933                                                      |
| Motor                 | fahrtwindgekühlter Einzylinder-Zweitaktmotor, Kickstarter | fahrtwindgekühlter Einzylinder-Zweitaktmotor, Kickstarter |
| Steuerung             | Schlitzsteuerung                                          | Schlitzsteuerung                                          |
| Ladungswechsel        | Umkehrspülung                                             | Umkehrspülung                                             |
| Bohrung × Hub         | 59 × 64 mm                                                | 63 × 64 mm                                                |
| Hubraum               | 172 cm²                                                   | 198 cm³                                                   |
| Nennleistung          | 5,5 PS (4 kW)                                             | 6,5 PS (4,8 kW)                                           |
| Vergaser              | Framo-B                                                   | Amal                                                      |
| Schmierung            | Zweitaktgemisch 1 : 20                                    | Zweitaktgemisch 1 : 20                                    |
| Getriebe              | 3-Gang-Getriebe                                           | 3-Gang-Getriebe                                           |
| Endantrieb            | Kette                                                     | Kette                                                     |
| Rahmenbauart          | Rohrrahmen mit Unterzug                                   | Rohrrahmen mit Unterzug                                   |
| Radstand              | 1233 mm                                                   | 1233 mm                                                   |
| Radaufhängung vorn    | Parallelogrammgabel mit Schraubenfeder                    | Parallelogrammgabel mit Schraubenfeder                    |
| Radaufhängung hinten  | Starrrahmen                                               | Starrrahmen                                               |
| Bremsen               | Innenbacken vorn und hinten                               | Innenbacken vorn und hinten                               |
| Leergewicht           | 95 kg                                                     | 95 kg                                                     |
| Höchstgeschwindigkeit | 75 km/h                                                   | 85 km/h                                                   |
| Stückzahl             | ca. 2150                                                  | ca. 1100                                                  |